# Universitas (Süditalien)

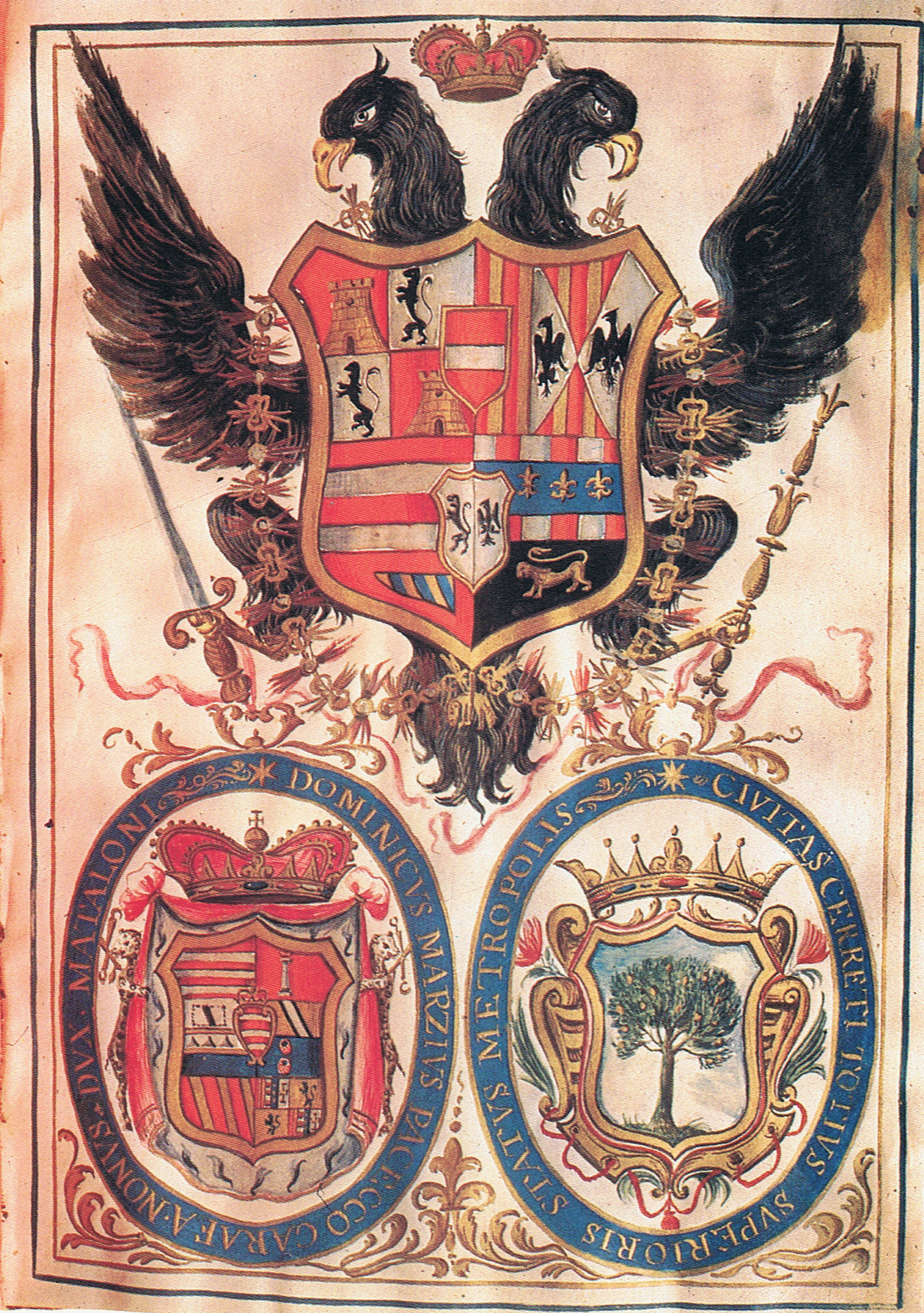
Kopie von 1725 der Statuten der Cerreto Sannita, mit den Wappen des Hauses Österreich, der FeudalherrenCarafa und der Universitas.

Universitates (vom lateinischen universitas, -tis), auch università del Regno (oder einfach „università“) genannt, ist der Begriff, der im Allgemeinen die Gemeinden Süditaliens bezeichnet, die bereits unter der langobardischer Herrschaft entstanden sind und später nach der Eroberungen durch die Normannen belehnt wurden. Ihre historische Entwicklung unterscheidet sich von den freien Kommunen, die im Oberitalien im Mittelalter entstanden sind.
Ganz allgemein handelt es sich um „eine bestimmte kollektive Körperschaft, die universitas civium oder universitas loci, die in bestimmten Bereichen und mit bestimmten traditionellen Befugnissen abhängig von einer übergeordneten Behörde (königlich, feudal, bürgerlich) selbstverwaltet ist, mit der sie bei gewöhnlichen oder außergewöhnlichen Gelegenheiten Verträge abschließt (Hingabe, Kapitulation, Übergabe der Herrschaft oder Dynastie) und ihre eigene Verfassung (und die Reform derselben), sowohl die Modalitäten, manchmal auch der Bestand ihrer eigenen Beiträge an Bargeld und Dienstleistungen“.
Während der Herrschaft Friedrichs II. wurde der Begriff „Gemeinde“ verwendet, während Karl I. von Anjou ihn in universitas (von universi cives, "Vereinigung aller Bürger") umwandelte und die Zerstörung der Stadtsiegel anordnete. Sie überlebten bis zur Abschaffung des Feudalismus durch das Dekret vom 2. August 1806 durch Joseph Bonaparte.

## Geschichte
Nach dem Vormarsch der Langobarden behielten viele Gemeinden in Süditalien ihren eigenen Besitz und Institutionen bei, die teilweise bis in die Römerzeit zurückreichen. Die Normannen vergaben diese Ländereien als Lehen an vertrauenswürdigen Menschen und nahmen ihnen ihre Autonomie, respektierten aber meistens die alten Gewohnheiten. Später beschränkte Friedrich II. von Schwaben die Privilegien der Grundbesitzer und anerkannte die Rechtspersönlichkeit der Universitates.
Unter den Regierungen der Anjou und Aragoneser nahmen Anzahl und Macht der örtlichen Feudalherren beträchtlich zu, was die königliche Macht schwächte und die Wahl der Amtsinhaber der Universitates stark einschränkte. Letztere waren nicht in der Lage Abhilfe zu schaffen und gaben dem feudalen Druck nach oder versuchte im Gegenteil, sich als königliches Staatseigentum zu erklären, was wiederum lange, teure und unnötige Streitigkeiten beim Heiligen Königlichen Rat von Neapel auslöste. Andere Kommunen hingegen versuchten, mit den Grundbesitzern eine Einigung zu erzielen, indem sie kommunale Gesetze herausgaben, die gegenseitige Verpflichtungen und Rechte definierten und Regeln des Zivil-, Straf-, Handels- und Verwaltungsrechts der Gemeinde vorschrieben. Die gleiche rechtliche und institutionelle Form (die Universitas) wiesen daher sehr unterschiedliche Siedlungs- und politische Gegebenheiten auf, vom ländlichen Dorf über die Stadt bis hin zu ihrer eigenen internen Gliederung. Sie vertraten – entweder dauerhaft oder gelegentlich – Sozialpartner oder Teile des Territoriums.
Die Spannungen zwischen den Feudalherren und den Magistraten der Universitates erreichten mit der Herrschaft von Alfon von Aragon einen Höhepunkt, als er den Baronen den „Mero e Misto Imperio“, d. h. die vollständige Zuständigkeit in Zivil- und Strafsachen, bestätigte und ihnen die „Quattro lettere arbitrali“, gewährte, die zuvor von Robert von Anjou angeordnet und nur an die offiziellen königliche Vertreter vergeben wurden. Dies gab ihnen das Vorrecht die Strafen in höhere als die gesetzlich festgelegten umzuwandeln, bestimmte Straftaten von Amts wegen zu beurteilen und den Täter ohne zeitliche Begrenzung zu foltern. Andererseits zahlten die Grundbesitzer dem König das Relevio (die Hälfte ihres Einkommens des ersten Jahres), den Adoa (militärische Finanzhilfe) und dem Investiturdienst.
Im Jahr 1316 wurden 1259 Universitates registriert, deren Zahl in den folgenden Jahrhunderten zunahm.
Die Universitates überlebten die verschiedenen Bewegungen des 18. Jahrhunderts und erlangten 1806 nach der Aufhebung des Feudalismus im Königreich Neapel wieder die volle Macht.
Der im Recht des Königreichs Neapel weit verbreitet Begriff Universitas, wurde nach der Vereinigung Italiens zugunsten des Begriffs Gemeinde nicht mehr verwendet, obwohl er nicht gerade ein Synonym ist. In der Tat ist aus rechtlicher, aber auch aus historiographischer Sicht, die Universitas die Kategorie und die Gemeinde die Art, weil die Gemeinden „autonom“, aber nicht „unabhängig“ waren.

## Ordnung

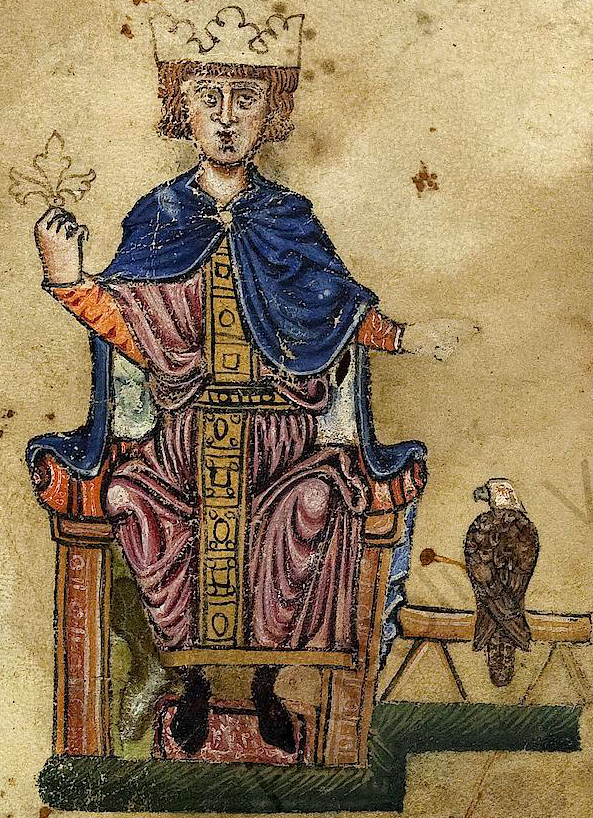
Friedrich II der die Rechtspersönlichkeit der Universitäten anerkannt hat.

Die Organisation der verschiedenen Universitates stützte sich auf eine Versammlung, die sich aus den edelsten oder würdigsten Familienoberhäuptern zusammensetzte, die jedes Jahr einen Rat wählten, der sich aus einer Reihe von Mitgliedern zusammensetzte, die je nach Bevölkerung unterschiedlich waren (90 Ratsmitglieder in Aversa, 36 in Molfetta, 6 in Caiazzo, 12 in Cerreto Sannita. Nocera war eine einzigartige Stadt mit einer verbündeten Università-Struktur). Unter den Mitgliedern des Rates wurden die Syndici (syndicus = Bürgermeister) ernannt oder gewählt, darunter eine erario licteratus (ein Vertreter, der lesen und schreiben können musste). Es gab auch zahlreiche andere Positionen und die verschiedenen Stadtämter: für die Bestimmung von Gewichten und Maßen, für die Rechtspflege, für die Sicherheit der Bürger, für die Instandhaltung von Straßen, Mauern und Türen.
Die Verwaltung einer Università wurde Beamten anvertraut, die aus der Mitte der Bevölkerung ausgewählt wurden, mit Ausnahme von Geistlichen und Adligen. Sie waren ein Jahr im Amt und waren entweder für den finanziellen oder den gerichtlichen Teil zuständig. Es wurde jedoch eine externe Kontrolle vorgesehen: Die Justizverwaltung wurde von den Provinzrichtern überwacht, die finanzielle lag in der Verantwortung der Capitani del Re, die auch für die Gewährleistung der öffentlichen Ordnung zuständig waren. Da es keinen einzigen Verantwortlichen gab, war die Verwaltungsstruktur kopflos.
Von dort wurden die Casali gegründet, Dörfer auf dem offenen Land für die Bauern, um die langen Arbeitswege zu vermeiden. Später erlangten diese Casali ihre eigene Autonomie in Bezug auf viele administrative Angelegenheiten.
Je nach Eigentum gab es die Universitates feudali, wenn sie einem Feudalherrn unterworfen sind, oder demaniali, wenn sie Eigentum der Krone sind.

### Universitates feudali
Die Universitates feudali waren im Besitz eines Feudalherrn, der sie (oft von Vasallen) verwaltete. Sie gingen dann von Burg zu Burg, verkauften und kauften diese wie jede andere Ware. Und es war nicht nur das Land, das den Besitzer wechselte, denn das gleiche Schicksal erlitten Menschen und Tiere, die mit ihnen in Verbindung standen.
Die Rechtspflege wurde den nominierten feudalen Richtern übertragen, die jedoch den Eid auf den Provinzrichter ablegten.
In anderen Bereichen war die Kontrollbefugnis des capitano del re im Allgemeinen sehr eingeschränkt, auch weil der Feudalherr ihn oft zum Kastellan (d. h. zum Verwalter des Lehens) ernannt hat, was den daraus resultierenden Interessenkonflikt zu seinem Vorteil machte.

### Università demaniali
Die Universitates demaniali (10 % der Gesamtzahl) waren von der Krone abhängig und wurden von königlichen Beamten verwaltet. Sie genossen größere Freiheit und Privilegien, da sie im Falle eines Missbrauchs durch die Verwalter an höhere Beamten wenden konnten und in der Regel eine Wiedergutmachung erhielten.
Die Rechtspflege erfolgte vom Justizbeamten der Provinz, der curia dei bàiuli (oder curia dei baglivi). Sie war für den städtischen und ländlichen Polizeidienst zuständig, die Erhebung von Geldbußen, die Verhaftung von Kriminellen und flüchtigen Bediensteten, die Überprüfung von Gewichten und Maßen usw.
Die Baiuoli wurden in zwei Rollen aufgeteilt: die iudices ad contractus et ad causas verwalteten die Justiz, während die iudices ad conactus tantum als Vertreter der königlichen Behörde nur den Abschluss von öffentlichen und privaten Verträgen behandelten.
Sie waren ehrenamtliche Richter, blieben ein Jahr lang im Amt, und wurden aus den berühmtesten Persönlichkeiten ausgewählt, aber Kleriker und Adlige wurden ausgeschlossen.
Zu den Mitarbeitern der Università gehörten auch der öffentliche Auktionator und der Mastrogiurato. Letzterer unterstützte insbesondere den Hauptmann im Polizeidienst: Er übermittelte Vorladungen zum Erscheinen vor Gericht, erhielt Berichte, die er dann an die Scharfrichter weiterleitete, verhinderte die Verbreitung verbotener Waffen, bestrafte Spieler, Wucherer und sogar Gotteslästerer.
Der Erlös aus den vom Mastrogiurato verhängten Geldbußen ging nicht an die Steuerbehörde, sondern wurde an die Scharfrichter gespendet. Dies führte zu einem Interessenkonflikt, der oft zu illegalem Verhalten führte.
Die universitates erreichten als Instituten den Status der Freien Städte des Heiliges Römisches Reich und der Bonne ville von Frankreich.